# Jack Welch
Jack Welch, właśc. John Francis Welch Jr. (ur. 19 listopada 1935 w Peabody, zm. 1 marca 2020 w Nowym Jorku) – amerykański przedsiębiorca, przewodniczący (chairman) i dyrektor generalny (CEO) koncernu General Electric (GE) w latach 1981–2001.

## Życiorys
Jako zarządzający GE doprowadził do wzrostu przychodów koncernu z 27 mld USD w 1981 do 130 mld USD w 2000.
W latach 1980–1985 zmniejszył zatrudnienie w GE z ponad 400 tys. do mniej niż 300 tys. osób, przez co zyskał przydomek „neutronowy Jack” (od bomby neutronowej, która zabija ludzi, nie niszcząc budynków). W zarządzaniu kładł duży nacisk m.in. na zarządzanie procesami i zyskowność prowadzonej działalności. Wdrożył w GE metodę Six Sigma.
W 1999 amerykański „Fortune” nazwał go „Menedżerem stulecia”. Współcześnie uważa się, że Jack Welch swoim stylem zarządzania osłabił przemysł amerykański.

## Życie prywatne
Welch miał czworo dzieci ze swoją pierwszą żoną Carolyn. Rozwiedli się polubownie w 1987 roku po 28 latach małżeństwa. Jego druga żona, Jane Beasley, była prawnikiem ds. fuzji i przejęć. Wyszła za mąż za Welcha w kwietniu 1989 r., a rozwiodła się w 2003 r. Gdy zawierali umowę przedmałżeńską, Beasley nalegała na dziesięcioletni limit czasu jej obowiązywania, a tym samym była w stanie opuścić małżeństwo mając około 180 milionów dolarów.
Trzecia żona Welcha, Suzy Wetlaufer (z domu Spring), jest współautorką jego książki Winning z 2005 roku jako Suzy Welch. Przez krótki czas pełniła funkcję redaktora naczelnego „Harvard Business Review”. Ówczesna żona Welcha, Jane Beasley, dowiedziała się o romansie męża z Wetlaufer. Beasley poinformowała „Review”, a Wetlaufer została zmuszona do rezygnacji na początku 2002 roku, po przyznaniu się do romansu z Welchem podczas przygotowywania wywiadu z nim dla magazynu. Pobrali się 24 kwietnia 2004 roku.
Począwszy od stycznia 2012 roku, Welch i Suzy Welch pisali dla agencji prasowej „Reuters” i dwutygodnika „Fortune”. Te ostatni opuścili 9 października 2012 roku, po tym, gdy „Fortune” opublikował artykuł krytyczny na temat Welcha i jego kariery w General Electric.

## Śmierć
Welch zmarł 1 marca 2020 r. (84 lata) z powodu niewydolności nerek w swoim domu w Nowym Jorku.

## Poglądy
Welch identyfikował się politycznie jako republikanin. Stwierdził, że hipoteza globalnego ocieplenia jest „atakiem na kapitalizm, którego sam socjalizm nie mógł przeprowadzić” i że jest formą „masowej nerwicy” (the attack on capitalism that socialism couldn’t bring (…) a mass neurosis). Powiedział jednak, że każda firma musi przyjąć ekologiczne produkty i zielone sposoby prowadzenia biznesu, „niezależnie od tego, czy wierzysz w globalne ocieplenie, czy nie.. … ponieważ świat chce tych produktów” (whether you believe in global warming or not … because the world wants these products).